# Α2-マクログロブリン
α2-マクログロブリン（英: alpha-2-Macroglobulin、略称: α2M）は、血液中に存在する巨大（720 kDa）な血漿タンパク質である。主に肝臓で産生されるが、マクロファージ、線維芽細胞、副腎皮質細胞でも局所的な合成が行われる。ヒトではA2M遺伝子にコードされる。
α2-マクログロブリンは抗プロテアーゼ機能を持ち、きわめて多様なプロテアーゼを不活性化することができる。プラスミンやカリクレインを阻害し、線維素溶解の阻害因子として機能する。トロンビンを阻害し、血液凝固の阻害因子としても機能する。α2-マクログロブリンは、血小板由来成長因子（PDGF）や塩基性線維芽細胞増殖因子（bFGF）、TGF-β、インスリン、IL-1βなど、多数の成長因子やサイトカインと結合し、これらの生物学的活性に影響を与えている可能性がある。
疾患と関係した特異的な欠乏症や、α2-マクログロブリンが低濃度となることが原因となる疾患も知られていない。ネフローゼ症候群において、他の低分子量タンパク質が尿中へ失われた際、α2-マクログロブリンの濃度は増加する。α2-マクログロブリンはサイズが大きいため尿中への喪失を免れ、膠質浸透圧の維持に寄与している。

## 構造
ヒトのα2-マクログロブリンはジスルフィド結合で連結された4つの同一サブユニットから構成される。四量体型のα2-マクログロブリンに加えて、二量体型、さらに近年では単量体型のものも同定されている。
ヒトのα2-マクログロブリンの各単量体は、マクログロブリンドメイン（macroglobulin domain）、チオエステル含有ドメイン（thiol ester-containing domain）、受容体結合ドメイン（receptor-binding domain）など、いくつかの機能的ドメインから構成される。α2-マクログロブリンはヒトの血漿中に存在する主要な非イムノグロブリンタンパク質の中で最大である。
α2-マクログロブリンのアミノ酸配列は、PZP（pregnancy zone protein）と71%同一であることが示されている。

## 機能
αマクログロブリン（αM）ファミリーのタンパク質には、ヒトの四量体型α2-マクログロブリンに代表されるプロテアーゼ阻害因子が含まれる。MEROPSデータベースでは阻害因子のクランIL、ファミリーI39に属する。これらのプロテアーゼ阻害因子には、(i) すべてのクラスのプロテアーゼを阻害することができる、(ii) ベイト領域（bait region）と呼ばれる、阻害対象のプロテイナーゼによって切断されやすいペプチド結合を含むアミノ酸配列が存在する、(iii) 類似した阻害機構を持つ、(iv) 一級アミンとチオエステルとの反応によって阻害能力が不活性化される、といった定義となる共通したいくつかの性質が存在する。αMファミリーのプロテアーゼ阻害因子は、立体障害によって阻害を行う。その機構は、ベイト領域と呼ばれるタンパク質分解に特に感受性の高い断片のプロテアーゼによる切断を伴い、それによってプロテアーゼの周辺へ崩れるようなコンフォメーション変化が開始される。結果生じたαM-プロテアーゼ複合体ではプロテアーゼの活性部位は立体的に遮蔽されており、そのためタンパク質基質へのアクセスが大幅に低下する。ベイト領域の切断後にはさらに2つのイベント、すなわち (i) 分子内のシステインとグルタミン酸の間のチオエステル結合の開裂と (ii) 保存されたC末端の受容体結合ドメインを露出させる大きなコンフォメーション変化が生じる。受容体結合ドメインの露出によってαM-プロテアーゼ複合体はクリアランス受容体に結合できるようになり、血液循環から除去される。

線維素溶解の間略図。青い矢印は促進を、赤い矢印は阻害を示している。

α2-マクログロブリンは膨大な種類のプロテイナーゼ（セリンプロテアーゼ、システインプロテアーゼ、アスパラギン酸プロテアーゼ、メタロプロテアーゼを含む）を不活性化することができる。プラスミンやカリクレインを阻害し、線維素溶解の阻害因子として機能する。トロンビンを阻害し、血液凝固の阻害因子としても機能する。α2-マクログロブリンには35アミノ酸からなるベイト領域が存在する。ベイト領域に結合し切断を行うプロテイナーゼはα2-マクログロブリンに結合するようになり、α2M-プロテアーゼ複合体は受容体に認識されて系から除去される。
α2-マクログロブリンは血漿中で亜鉛や銅を結合することが知られている。その結合はアルブミンよりも強く、トランスクプレイン（transcuprein）という名称でも知られている。ヒトの血漿中の銅の10–15%はα2-マクログロブリンによってキレートされている。

## 疾患
α2-マクログロブリンのレベルは血清アルブミンのレベルが低下した時に上昇する。こうした状況は、腎臓からより小さな血中タンパク質が漏れはじめるネフローゼ症候群でみられるのが最も一般的である。α2-マクログロブリンはサイズが大きく血流に保持されるため、すべてのタンパク質の産生が増大することでα2-マクログロブリンの濃度は上昇する。この濃度上昇が健康に与える悪影響はほとんど存在しないが、診断のための手がかりとして利用される。
α2-マクログロブリンで一般的にみられる多型（29.5%）は、アルツハイマー病のリスクを高める。

## 関連文献
- McPherson & Pincus: Henry's Clinical Diagnosis and Management by Laboratory Methods, 21st ed.
- Firestein: Kelley's Textbook of Rheumatology, 8th edition.